# Ourches-sur-Meuse
Ourches-sur-Meuse é uma comuna francesa na região administrativa de Grande Leste, no departamento de Meuse. Estende-se por uma área de 10,35 km². Em 2010 a comuna tinha 229 habitantes (densidade: 22,1 hab./km²).